# فالنتين روبيرجي
فالنتين روبيرجي (9 يونيو 1987 بمونتروي في فرنسا - ) (بالفرنسية: Valentin Roberge) هو لاعب كرة قدم فرنسي في مركز الدفاع. لعب مع أريس تسالونيكي وستاد ريمس ونادي سندرلاند ونادي ماريتيمو.

## وصلات خارجية
- فالنتين روبيرجي على موقع قاعدة بيانات كرة القدم.إي يو (الإنجليزية)
- فالنتين روبيرجي على موقع ليكيب (الفرنسية)
- فالنتين روبيرجي على موقع ناشيونال فوتبول تيمز (الإنجليزية)
- فالنتين روبيرجي على موقع Soccerbase.com (لاعب) (الإنجليزية)
- فالنتين روبيرجي على موقع Soccerway.com (الإنجليزية)
- فالنتين روبيرجي على موقع عالم كرة القدم.نت (الإنجليزية)
- فالنتين روبيرجي على موقع AS.com (الإسبانية)